# Hemidictyum
Hemidictyum, rod papratnjača smješten u vlastitu porodicu Hemidictyaceae, dio reda osladolike. Pripada mu najmanje jedna priznata vrsta H. marginatum, rapirena poglavito po Srednjoj i Južnoj Americi.
Nekada je u rod bilo uključivano više vrsta:
- Hemidictyum ceterach Bedd. = Asplenium ceterach subsp. ceterach L., 1753
- Hemidictyum finlaysonianum (Wall. ex Hook) T. Moore = Asplenium simile Blume
- Hemidictyum limbatum (Willd.) C. Presl = Hemidictyum marginatum (L.) C.Presl
- Hemidictyum purdieanum (Hook.) T. Moore = Asplenium purdieanum Hook.